# Силвер-Лейк (Флорида)
Силвер-Лейк (англ. Silver Lake) — статистически обособленная местность, расположенная в округе Лейк (штат Флорида, США) с населением в 1882 человека по статистическим данным переписи 2000 года.

## География
По данным Бюро переписи населения США, статистически обособленная местность Силвер-Лейк имеет общую площадь в 7,77 квадратных километров, из которых 6,22 кв. километров занимает земля и 1,55 кв. километров — вода. Площадь водных ресурсов округа составляет 19,95 % от всей его площади.
Статистически обособленная местность Силвер-Лейк расположена на высоте 20 м над уровнем моря.

## Демография
По данным переписи населения 2000 года, в Силвер-Лейк проживало 1882 человека, 563 семьи, насчитывалось 810 домашних хозяйств и 872 жилых дома. Средняя плотность населения составляла около 242,21 человека на один квадратный километр. Расовый состав населённого пункта распределился следующим образом: 90,91 % белых, 3,88 % — чёрных или афроамериканцев, 0,11 % — коренных американцев, 3,40 % — азиатов, 0,05 % — выходцев с тихоокеанских островов, 1,01 % — представителей смешанных рас, 0,64 % — других народностей. Испаноговорящие составили 2,23 % от всех жителей статистически обособленной местности.
Из 810 домашних хозяйств в 24,7 % воспитывали детей в возрасте до 18 лет, 63,0 % представляли собой совместно проживающие супружеские пары, в 5,1 % семей женщины проживали без мужей, 30,4 % не имели семей. 24,6 % от общего числа семей на момент переписи жили самостоятельно, при этом 8,5 % составили одинокие пожилые люди в возрасте 65 лет и старше. Средний размер домашнего хозяйства составил 2,32 человек, а средний размер семьи — 2,77 человек.
Население статистически обособленной местности по возрастному диапазону по данным переписи 2000 года распределилось следующим образом: 20,5 % — жители младше 18 лет, 5,6 % — между 18 и 24 годами, 23,2 % — от 25 до 44 лет, 28,7 % — от 45 до 64 лет и 22,0 % — в возрасте 65 лет и старше. Средний возраст жителей составил 46 лет. На каждые 100 женщин в Силвер-Лейк приходилось 93,8 мужчин, при этом на каждые сто женщин 18 лет и старше приходилось 94,2 мужчин также старше 18 лет.
Средний доход на одно домашнее хозяйство статистически обособленной местности составил 55 347 долларов США, а средний доход на одну семью — 73 750 долларов. При этом мужчины имели средний доход в 44 053 доллара США в год против 30 750 долларов среднегодового дохода у женщин. Доход на душу населения статистически обособленной местности составил 55 347 долларов в год. 6,5 % от всего числа семей в населённом пункте и 8,8 % от всей численности населения находилось на момент переписи населения за чертой бедности, при этом 14,5 % из них были моложе 18 лет и 6,3 % — в возрасте 65 лет и старше.